# Out in Slovenija
Out in Slovenija (v angleščini Out in Slovenia, kratica OIS), s polnim nazivom "Športno društvo Out in Slovenija" je neprofitna organizacija s statusom nevladne organizacije v javnem interesu na področju športa. Ukvarja se s športom, rekreacijo, zdravjem, kulturo in človekovimi pravicami, s poudarkom na aktivnostih za lezbično, gejevsko, biseksualno, transseksualno, inter-seksualno in queer (LGBTIQ+) skupnost.
Organizacija ima sedež v Ljubljani, organizirajo rekreativne, športne, izobraževalne, kulturne, družabne in zabavne aktivnosti in prireditve ter omogočajo udeležbo na takšnih dogodkih v Sloveniji in v tujini.
Povezani so v članstvo mednarodnih športnih organizacij (EGLSF: Evropska gejevska in lezbična športna zveza, FGG: Zveza Gay Games, Zveza FARE), nacionalni slovenski organizaciji športa za vse (ŠUS: Športna unija Slovenije), ter krovne mreže slovenskih nevladnih organizacij (CNVOS: Center za informiranje, sodelovanje in razvoj nevladnih organizacij Slovenije), sodelujejo pa tudi z drugimi slovenskimi organizacijami in združenji.
Začetki organizacije sežejo v leto 2000, kot samostojno društvo pa je bilo ustanovljeno 10 let kasneje. Leta 2016 ji je Ministrstvo za izobraževanje, znanost in šport podelilo status društva, ki deluje v javnem interesu (sedaj status nevladne organizacije v javnem interesu).